# Moзgi
«Moзgi» (раніше «Mozgi») — гурт танцювальної електронної музики з України.

## Про колектив
Учасники гурту описують свою музику як таку, що поєднує «західні біти із східними мотивами», а також електро-хауз із хіп-хопом. У вересні 2014 року було представлено дебютний кліп «Аябо». У серпні 2015 року гурт презентував свій дебютний альбом «Электрошаурма». Логотип гурту розроблений на основі емблеми лейблу «MOZGI Entertainment». Учасники гурту виступають у чорному вбранні.
Після нападу Росії на територію України 24 лютого 2022 року компанія змінила літеру «Z» у назві на «З», пояснивши це тим, що російські окупанти позначають таким символом свої війська.

## Склад
- Потап
- Позитив
- «Дядя Вадя»
- DJ Bloodless
- Ед
- Рус

## Відзнаки
| Рік  | Премія                           | Номінація                      | Примітки                            | Результат |
| ---- | -------------------------------- | ------------------------------ | ----------------------------------- | --------- |
| 2015 | Yearly Ukrainian National Awards | Відкриття року                 |                                     | Номінація |
| 2015 | M1 Music Awards                  | Проект року                    |                                     | Номінація |
| 2016 | Yearly Ukrainian National Awards | Найкращий поп-гурт             |                                     | Номінація |
| 2016 | M1 Music Awards                  | Проект року                    |                                     | Перемога  |
| 2017 | Yearly Ukrainian National Awards | Найкращий поп-гурт             |                                     | Номінація |
| 2017 | M1 Music Awards                  | Проект року                    | Michelle Andrade feat. MOZGI — Amor | Перемога  |
| 2017 | M1 Music Awards                  | Найкращий гурт                 |                                     | Номінація |
| 2018 | Yearly Ukrainian National Awards | Найкращий поп-гурт             |                                     | Номінація |
| 2018 | Yearly Ukrainian National Awards | Найкращий дует                 | Michelle Andrade feat. MOZGI — Amor | Номінація |
| 2018 | M1 Music Awards                  | Найкращий гурт                 |                                     | Номінація |
| 2020 | Top Hit Music Awards             | Найкращий гурт YouTube Ukraine |                                     | Перемога  |